# Emanuel Urresti
Emanuel Juan Urresti (Tostado, Provincia de Santa Fe, Argentina; 16 de mayo de 1984) es un exfutbolista y actual director técnico argentino. Jugaba como mediocampista por derecha y su primer equipo fue Unión de Santa Fe. Su último club antes de retirarse fue San Lorenzo de Tostado de la Liga Regional Ceresina de Fútbol, donde además iniciará su carrera como entrenador.
También trabajó como coordinador de inferiores en Sportivo Villa Minetti.

## Clubes

### Como jugador
| Club                        | País      | Año       |
| --------------------------- | --------- | --------- |
| Unión de Santa Fe           | Argentina | 2004-2008 |
| Patronato de Paraná         | Argentina | 2009-2012 |
| Gimnasia y Esgrima de Jujuy | Argentina | 2012-2014 |
| Juventud Unida de San Luis  | Argentina | 2014      |
| Unión de Sunchales          | Argentina | 2015      |
| Sportivo Patria de Formosa  | Argentina | 2016      |
| Deportivo Madryn            | Argentina | 2016-2017 |
| San Lorenzo de Tostado      | Argentina | 2017-2019 |

### Como entrenador
| Club                   | País      | Año    |
| ---------------------- | --------- | ------ |
| San Lorenzo de Tostado | Argentina | 2020-? |

## Palmarés
| Título             | Club                | País      | Año  |
| ------------------ | ------------------- | --------- | ---- |
| Torneo Argentino A | Patronato de Paraná | Argentina | 2010 |